# اتفاقية التسليف الألمانية السوفيتية (1939)
اتفاقية التسليف الألمانية السوفيتية (ويُشار إليها في بعض الأحيان باسم اتفاقية التسليف والتجارة الألمانية السوفيتية) وهي اتفاقية اقتصادية وٌقّعت بين الاتحاد السوفيتي وألمانيا النازية والتي يحصل الاتحاد السوفيتي بمقتضاها على قرض بقيمة 200 مليون رايخ مارك على مدار سبع سنوات بفائدة سنوية قدرها 4.5 بالمائة، على أن يُستخدم القرض في خلال سنتين من التوقيع بحيث يقوم الاتحاد السوفيتي بشراء سلع رأسمالية كالمصانع والمنشأت والمعدات الثقيلة علاوة على السفن والمركبات ووسائل النقل الأخرى من ألمانيا على أن يقوم الاتحاد السوفيتي بتسديد قيمة القرض من خلال المواد الأولية التي يقوم الاتحاد السوفيتي بتصديرها إلى ألمانيا بدءا من عام 1946، وفي صبيحة اليوم التالي للتوقيع أعلن الاتحاد السوفيتي الحرب على اليابان قبل أن يحقق الاتحاد السوفيتي انتصارا كاسحا في الشرق الأقصى خلال أربعة أسابيع كما تم توقيع الاتفاق الألماني السوفيتي بعد أربعة أيام من توقيع اتفاقية التسليف، كما ساهمت الاتفاقية في إحياء العلاقات الألمانية السوفيتية الاقتصادية المتدهورة والتي تقرر مدّها لأفاق أوسع من خلال اتفاقية التجارة الألمانية السوفيتية في فبراير 1940 ومن بعدها اتفاقية التجارة الألمانية السوفيتية في يناير 1941، وقد أُلغيت كل تلك الاتفاقات بعد غزو ألمانيا النازية للاتحاد السوفيتي في يونيو 1941 في خرق واضح للاتفاقيات الموقعة بين البلدين، بعدما أدت اتفاقية التجارة بين الاتحاد السوفيتي وألمانيا النازية إلى مد ألمانيا بكل المواد الخام التي احتاجتها لغزو الاتحاد السوفيتي.

## وصلات خارجية
- A Description of the agreement written 10 days after its signing by Dr. Karl Schnurre, Head of the Eastern European and Baltic Section of the Commercial Policy Division of the German Foreign Office.